# Yassine Bensghir
Yassine Bensghir (ur. 3 stycznia 1983 w Rabacie) – marokański lekkoatleta, średniodystansowiec.

## Osiągnięcia
- złoty medal mistrzostw świata juniorów (bieg na 1500 m Kingston 2002)
- brąz mistrzostw Afryki (bieg na 1500 m Brazzaville 2004)
- 2 złote medale igrzysk frankofońskich (Niamey 2005, bieg na 800 m i bieg na 1500 m)
- srebro igrzysk śródziemnomorskich (Mersin 2013, bieg na 1500 metrów)

## Rekordy życiowe
- bieg na 1500 m – 3:33.04 (2007)